# Γ-デカラクトン
γ-デカラクトン（がんまデカラクトン）は、芳香のあるラクトンで、化学式C10H18O2で表される有機化合物である。その分子構造から明らかなように不斉中心を1つ持つため、S体のγ-デカラクトンと、R体のγ-デカラクトンが存在する。このうちS体は左旋性（-）であり、R体は右旋性（+）である。デカン酸の4位の炭素に結合している水素のうちの1つが水酸基に置換された化合物である4-ヒドロキシデカン酸が、分子内で脱水縮合を起こして環状になった構造を持つ。γ-デカラクトンはモモの香りを特徴づける成分として重要で、天然には果実や発酵食品、和牛の肉に存在する。モモ、アンズ、イチゴの香料として清涼飲料水や香粧品、医薬品、家庭用品に使用される。日本の法令では、食品添加物としての使用が認可されている。日本の消防法では危険物第4類第三石油類（非水溶性）に区分される。

## 香りの研究
広島大学大学院生物圏科学研究科の大村尚の分析によると、キンモクセイの香り成分はγ-デカラクトン、リナロール、リナロールオキシド、β-イオノン、α-イオノンなどで構成され、中でも本物質は特徴的な香りを持つと考えられる。キンモクセイの香りは拡散性が高いことで知られるが、本物質はやや揮発性が低いため、遠くまで拡散しているのはβ-イオノンが中心ではないかとする考えもある。大村の研究により、本物質はモンシロチョウの忌避成分として同定された。
アサヒグループホールディングスの研究では、モルト・ウイスキーの香気成分からγ-デカラクトンとγ-ドデカラクトンが発見された。これはウイスキー製造時に、不飽和脂肪酸が乳酸菌によりヒドロキシ脂肪酸となり、これが酵母のβ酸化によりラクトンへ変換されたものと推察された。脂肪酸の供給源は、醸造時に併用されるビール酵母であると考えられる。この研究は、日本醸造協会より2004年度日本醸造協会技術賞を受賞した。
ロート製薬の研究によると、γ-デカラクトン（ラクトンC10）はγ-ウンデカラクトン（ラクトンC11）とともに若い女性特有の甘い体臭を構成し、本物質は20代、γ-ウンデカラクトンは30代で大幅に減少することが明らかになった。この研究は、2017年9月に神戸市で行われた日本味と匂学会第51回大会でポスター発表され、プレスリリースの添付資料によると10代ではγ-デカラクトン（ラクトンC10）の濃度は0.1ppm程度、γ-ウンデカラクトン（ラクトンC11）の濃度はこの1.5倍に相当する0.15ppm程度が検出されたとしている。